# Waterhouse FC
Waterhouse Football Club – jamajski klub piłkarski grający obecnie w National Premier League. Klub ma siedzibę w Kingston. Swoje mecze rozgrywa na stadionie Waterhouse Stadium, który może pomieścić 5.000 widzów.
Do największych osiągnięć klubu należy: dwukrotne mistrzostwo kraju w latach 1998 i 2006, oraz jednokrotne zdobycie Pucharu Jamajki w roku 2004.
15 kwietnia 2005 w wypadku samochodowym zginął ówczesny trener, Peter Cargill, który jechał na jeden z meczów Waterhouse FC.

## Sukcesy
- Mistrzostwo National Premier League:

1997/1998, 2005/2006, 2013/2014
- JFF Champions Cup:

2003/2004, 2007/2008, 2012/2013

## Obecny skład
Stan na 22 maja 2020
| Nr | Poz. | Piłkarz           |
| -- | ---- | ----------------- |
| 1  | BR   | Akeem Chambers    |
| 3  | OB   | Oshane Roberts    |
| 7  | PO   | Stephen Williams  |
| 8  | OB   | Nicholy Finlayson |
| 9  | NA   | Andre Moulton     |
| 10 | NA   | Kenroy Howell     |
| 11 | NA   | Tremaine Stewart  |
| 13 | OB   | Ricardo Thomas    |
| 14 | PO   | Denilson Simpson  |
| 15 | PO   | Andre Fletcher    |
| 16 | OB   | Kymani Campbell   |
| 19 | NA   | Juvaune Benjamin  |
| 20 | PO   | Denardo Thomas    |
| 21 | OB   | Damion Binns      |

| Nr | Poz. | Piłkarz                  |
| -- | ---- | ------------------------ |
| 24 | OB   | Mark Miller              |
| 28 | OB   | Shaun Dewar              |
| 30 | OB   | Shawn Lawes              |
| 32 | OB   | Rohan Amos               |
| 34 | BR   | Diego Haughton           |
| 37 | NA   | Rafeik Thomas            |
| 47 | PO   | Keammar Daley            |
| 59 | OB   | Keithy Simpson (kapitan) |
| 91 | OB   | Kemar Brown              |
| 99 | NA   | Colorado Murray          |
| -  | BR   | Richard McCallum         |
| -  | BR   | Leighton Murray          |
| -  | PO   | Peter Keyes              |